# Полюк, Ольга Юрьевна
О́льга Ю́рьевна Полю́к (укр. Ольга Полюк; род. 15 сентября 1987, Ровно) — украинская спортсменка по фристайлу. Член сборной Украины на зимних Олимпийских играх 2010 и 2014 годов. Мастер спорта Украины международного класса.

## Биография
Ольга Полюк принимала участие в соревнованиях по спортивной гимнастике и в возрасте 13 лет получила титул мастера спорта международного класса. Окончила украинский Международный экономико-гуманитарный университет (МЭГУ).
В 2007 году в Швейцарии на юниорском чемпионате мира по фристайлу Ольга Полюк завоевала бронзовую медаль в акробатике. Она также стала призёркой Кубка Европы по фристайлу в акробатике. На московском этапе Кубка мира 2009 года Ольга заняла 13-е место в общем зачёте.